# Янга (Мексика)
Янга (исп. Yanga) — муниципалитет в Мексике, штат Веракрус, с административным центром в одноимённом городе. Население 16 389 человек.

## История
Город основан в 1608 году предводителем восстания беглых чёрных рабов («маронов») Гаспаром Янгой. Первоначально назывался Сан-Лоренсо-де-лос-Негрос-де-Серральво (San Lorenzo de los Negros de Cerralvo), позднее был переименован в честь основателя.